# Стража (Церкно)
Стража (словен. Straža) — поселення на р. Ідрійца на південний захід від Церкно, Регіон Горішка, Словенія. Висота над рівнем моря: 252.4 м. 